# Принц Едвард, герцог Кентський
Принц Едвард, герцог Кентський (англ. Prince Edward, Duke of Kent), повне ім'я: Едвард Джордж Ніколас Пол Патрік (англ. Edward George Nicholas Paul Patrick; нар. 9 жовтня 1935, Лондон, Велика Британія) — член британської королівської родини, двоюрідний брат королеви Єлизавети II. Володіє титулом герцога Кентського з 1942 року, коли його батько загинув в авіакатастрофі. Після вступу на престол Карла III у 2022 році посідає 40-ву позицію в черзі престолонаслідування Великої Британії.

## Ранні роки та освіта
Народився 9 жовтня 1935 року на Белгрейв-сквер, 3, у Лондоні. Його батьками були Джордж, герцог Кентський, та його дружина Марина. Герцог Кентський був сином короля Георга V та королеви Марії Текської, а герцогиня — дочкою Миколи, принца Грецького і Данського, та Олени Володимирівни, дочки Великого князя Володимира і онучки російського імператора Олександра II. Охрещений в Букінгемському палаці 20 листопада 1935 року архієпископом Кентерберійським Космо Гордоном Ленгом; хрещеними батьками стали король Георг V, королева Марія Текська, Микола, принц Греції і Данії, Едвард, принц Уельський, королівська принцеса Марія, герцог Коннотський і Стратернський (його син Артур був його довіреною особою на хрестинах) та герцогиня Аргайльська.
Початкову освіту здобув у Landgrove School. Згодом навчався поступово в Ітонському коледжі та Інституті Ле Розі у кантоні Во, Швейцарія. Після здобуття шкільної освіти вступив до Королівської військової академії в Сандгерсті. Вільно володіє французькою, оскільки, за словами його молодшого брата, принца Майкла Кентського, їхня матір і бабуся віддавали перевагу розмовам цією мовою вдома.
25 серпня 1942 року батько принца Едварда загинув у Кейтнессі, Шотландія, в авіакатастрофі, спричиненій негодою. Тоді Едвард у віці 6 років перейняв титул герцога Кентського, графа Сент-Ендрюса та барона Даунпатрікського. Як член королівської родини почав у ранньому віці виконувати королівські обов'язки. На похороні короля Георга VI у 1952 році він крокував за його труною. На коронації Єлизавети II, своєї двоюрідної сестри, у 1953 році був третім (після герцогів Единбурзького та Глостерського), хто віддав шану новій королеві.

## Військова служба
29 липня 1955 року вступив до Королівської військової академії в Сандгерсті у званні другого лейтенанта полку Royal Scots Greys. 29 липня 1961 року отримав звання капітана.
У 1962—1963 роках служив у Гонконзі, потім — у штабі Східного командування. 31 грудня 1967 року отримав звання майора. 1970 року командував ескадрильєю свого полку, який служив на британській базі в Кіпрі та в складі миротворчих сил ООН, що встановлювали мир між грецькою та турецькою частинами Кіпру. На початку 1970-х служив зі своїм полком у Північній Ірландії. У цей час королева Єлизавета II своїми діями запобігла викраденню принца Ірландською республіканською армією. 30 червня 1973 року отримав звання лейтенанта-полковника.
Покинув службу в армії 15 квітня 1976 року. 11 червня 1983 року отримав звання генерал-майора, а 11 червня 1993 — фельдмаршала.

## Шлюб і особисте життя

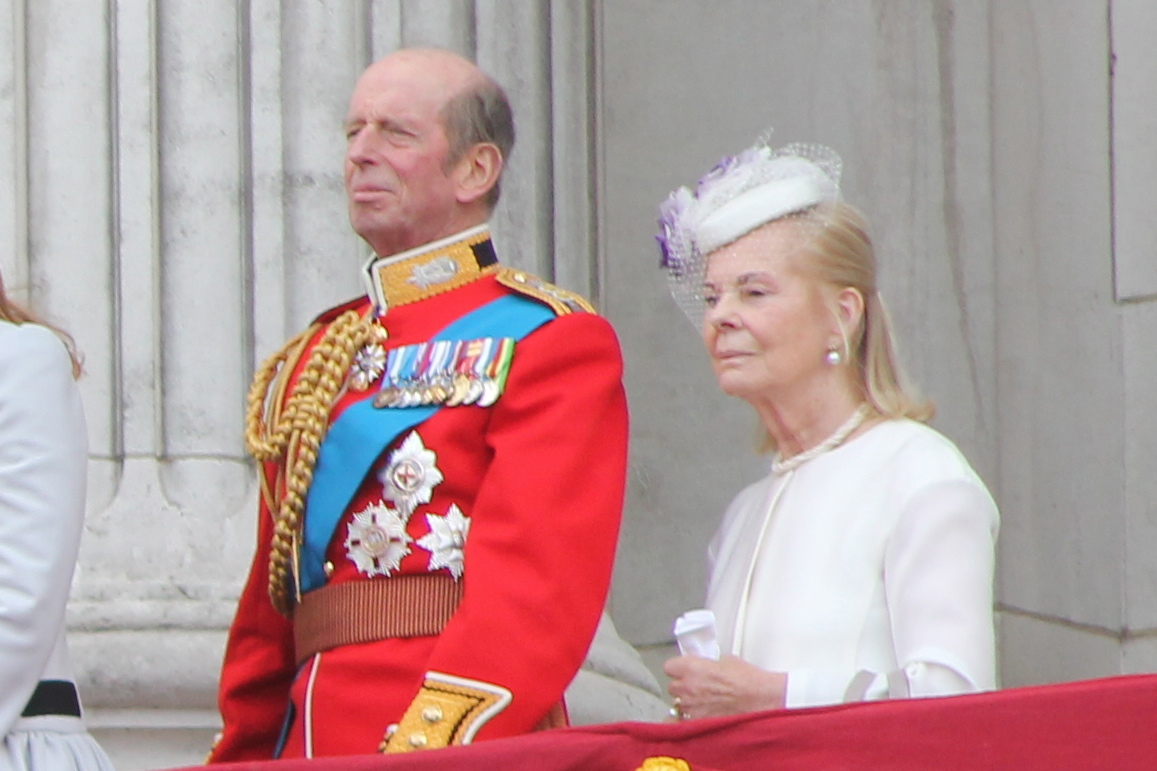
Герцог та герцогиня Кентські на балконі Букінгемського палацу, 2013

У Йоркському соборі 8 червня 1961 року герцог Кентський одружився із Кетрін Ворслі — єдиною дочкою сера Вільяма Ворслі, 4-го баронета. 1994 року герцогиня прийняла католицтво, проте це не вплинуло на право престолонаступництва принца Едварда, оскільки, відповідно до Акту про спадкування престолу 1701 року, позбавлення права на престол застосовується тільки у випадках, коли дружина монарха є католичкою до шлюбу. Такий захід був скасований Актом успадкування корони 2013 року.
Пара має трьох дітей:
- Джордж Віндзор, граф Сент-Ендрюс (нар. 26 червня 1962);
- Леді Гелен Тейлор (нар. 28 квітня 1964)[21];
- Лорд Ніколас Віндзор (нар. 25 липня 1970).

Герцогиня Кетрін зробила аборт у 1975 році через краснуху, а 1977 року народила мертвонародженого сина Патріка.
Подружжя проживає у Кенсінгтонському палаці в Лондоні.
2011 року близькі соратники Джонатана Ріса, приватного розслідувача, причетного до справи News Internation, заявили, що він зміг отримати доступ до банківських рахунків герцога і герцогині Кентських.
Уранці 18 березня 2013 року в принца Едварда стався легкий інсульт. У квітні 2015 року в нього стався перелом стегна, і його госпіталізували до лікарні Aberdeen Royal Infirmary.

## Діяльність

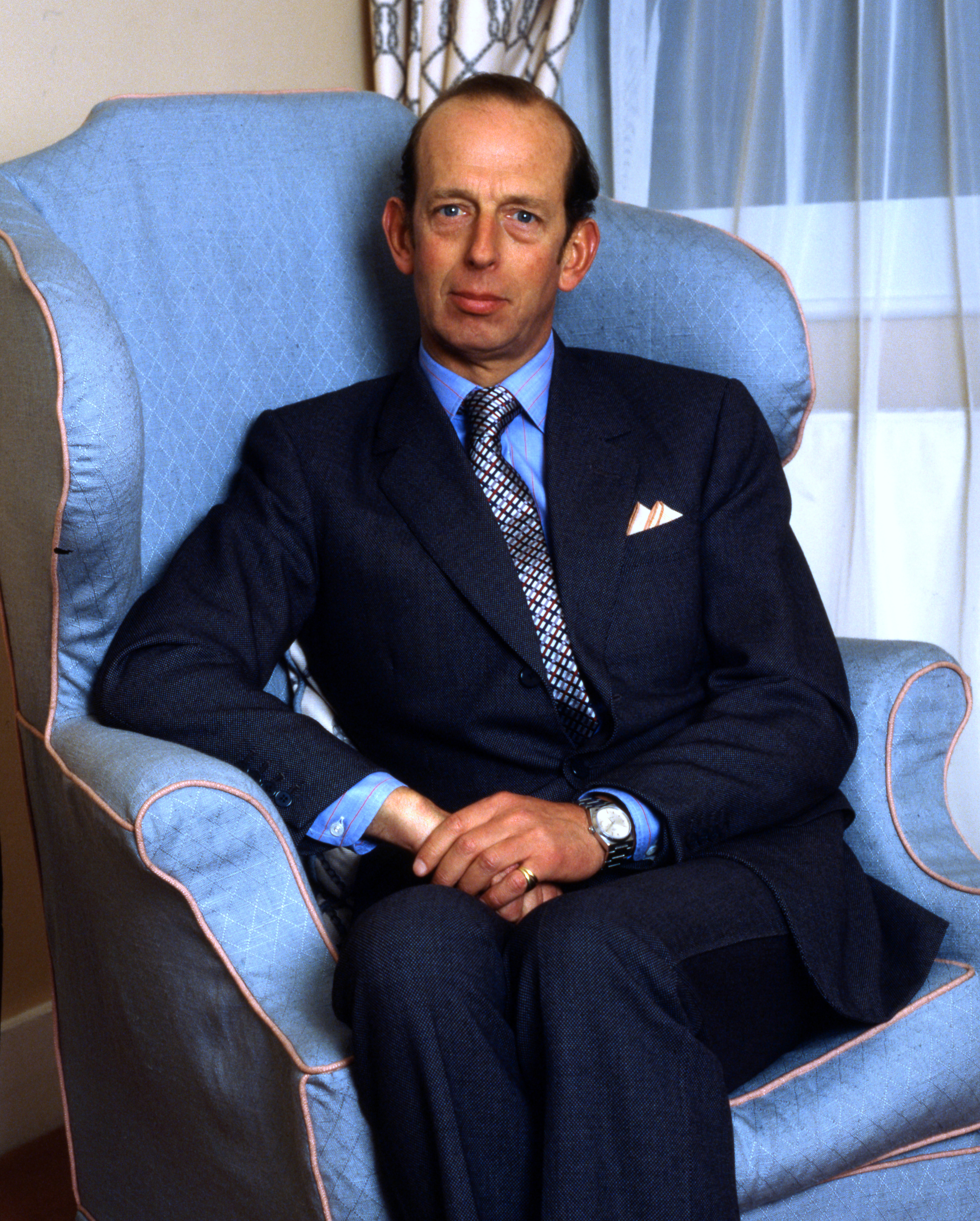
Фотографія Алана Воррена, 1989

Герцог Едвард виконував заручини від імені королеви Єлизавети II протягом понад 50 років. Також він представляв королеву на святкуваннях в Уганді, Гаяні, Гамбії, Гані та Сьєрра-Леоне з нагоди 50-річчя незалежності цих країн. Крім того, герцог виконував обов'язки державного радника тоді, коли королева перебувала за межами держави.
Однією з основних публічних ролей герцога була посада віцеголови British Trade International, раніше відомої як Британська рада зовнішньої торгівлі, в якій він свого часу був головою, а пізніше — посада спеціального представника з міжнародної торгівлі та інвестицій. На посаді голови Британської ради зовнішньої торгівлі 1979 року став першим британським монархом, який відвідав Китай; тоді принц Едвард побував на Британській енергетичній виставці в Пекіні.
У 1971—2000 роках був президентом Футбольної асоціації — керівного футбольного органу в Англії. З 1975 року — президент Асоціації скаутів. Разом із принцом Уельським Вільямом відвідав 21-й Всесвітній скаутський Джемборі в Гайлендс-гаус, Челмсфорд, у липні 2007 року. Також був президентом Всеанглійського клубу лаун-тенісу і крокету у 1969—2021 роках; на цій посаді він замінив свою матір Марину. Серед іншого, герцог Кентський був головою Комісії військових могил Співдружності, ветеранської організації RAF Benevolent Fund, Royal National Lifeboat Institution, Stroke Associaton, Королівського Об'єднаного інституту оборонних досліджень, Королівського інституту, Британського клубу гонщиків, патроном Американського повітряного музею у Великій Британії, Королівського клубу гольфу Західного Норфолку, Клубу крикету графства Кент, опери Північ, Консерваторії музики та танцю Трініті Лабан. Також герцог входить до консультативної групи Медалі Маунтбаттена і вручає нагороду після ухвалення рішення. Принц Едвард є одним зі стипендіатів Королівської інженерної академії.
Протягом майже 29 років був президентом національної молодіжної організації Endeavour. Також служив королівським патроном Почесного товариства «Лінкольнз-Інн» з 2001 року; раніше цю посаду обіймав його батько. 2015 року отримав Дрезденську премію миру за «внесок у британсько-німецьке примирення».
2 червня 2022 року герцог вийшов на балкон Букінгемського палацу разом з королевою Єлизаветою II під час церемонії Trooping the Colour, яка була частиною святкування Платинового ювілею королеви.

## Масонство
16 грудня 1963 року був посвячений як член Королівської Альфа-ложі № 16, а в 1965—1966 роках був її Почесним майстром.
1966 року призначений старшим великим наглядачем Об'єднаної великої ложі Англії (керівний масонський орган в Англії та Уельсі), а 14 червня 1967 року в Королівському Альберт-голі призначений її Великим майстром. Герцог є десятим на цій посаді й перебуває на ній найдовше.

## Титули та нагороди

### Титули
- 9 жовтня 1935 — 25 серпня 1942: Його Королівська Високість Принц Едвард Кентський;
- 25 серпня 1942 — дотепер: Його Королівська Високість Герцог Кентський.

### Нагороди
Національні (британські)
- Коронаційна медаль Короля Георга VI (1937)
- Коронаційна медаль Королеви Єлизавети II (1953)
- Лицар Великого хреста Королівського Вікторіанського ордена (1960)
- Медаль Незалежності Сьєрра-Леоне (1961)
- Медаль Незалежності Гаяни (1966)
- Лицар Великого хреста Ордена Святого Михайла і Святого Георгія
- Медаль Срібного ювілею Королеви Єлизавети II (1977)[60]
- Королівський Лицар Ордену Підв'язки (1985)
- Медаль Золотого ювілею Королеви Єлизавети II (2002)
- Медаль Діамантового ювілею Королеви Єлизавети II (2012)
- Медаль «За вислугу років і хорошу поведінку»
- Медаль Платинового ювілею Єлизавети II (2022)

Іноземні
- Медаль Організації Об'єднаних Націй за участь у миротворчій місії ООН на Кіпрі (1970)
- Премія «Золотий фазан» Асоціації скаутів Японії (1992)[61]
- Швеція: Орден Карла XIII (2000)[62]
- Греція: Королівський династичний орден Святих Георгія та Константина
- Йорданія: Вищий Орден Відродження
- Йорданія: Орден Зірки Йорданії
- Ліберія: Орден Зірки Африки
- Непал: Орден Трішакті Патта
- Норвегія: Орден Святого Олафа
- Польща: Орден «За заслуги перед Польщею»
- Орден «За заслуги перед Вільною державою Саксонія»